# Mjölon
Mjölon (Arctostaphylos uva-ursi) är en art i familjen ljungväxter och har cirkumpolär utbredning samt förekommer söderut till södra Europa och Kalifornien. Den förekommer i hela Norden, vilket inkluderar stora delar av Island. Arten är vanlig och påträffas på torr, öppen, mager sand- och grusjord, exempelvis hedtallskogar, grässlätter, moränkullar, hedar, klipphyllor, klapperstensfält, vägskärningar och banvallar. 
Äldre svenska alternativa namnformer är mjölonris, mjölbär och linbär. Bland annat i Finland användes tidigare också namnformen svinlingon.
Mjölon är en städsegrön dvärgbuske som blir 5–15 centimeter och blommar från maj till juni. Blommorna är blekrosa till vita och sällan grönaktiga. Bären blir 10 mm stora och är släta, klarröda, klotrunda, mjöliga och utan smak. De förväxlas till utseendet lätt med lingon, men trots att bären inte är giftiga används de inte som livsmedel.
Den har 0,2–1 meter långa, rotslående grenar. Bladen är 12–30 millimeter breda, hårda, blanka och bredast på mitten. De har nätlik nervatur och platta kanter, utan glandelprickar på den gröna undersidan.

## Användning
Mjölon kan användas vid växtfärgning och ger i grunden gul färg. Det finns spår av mjölon i vikingatida och medeltida textilfynd. Med alun som betmedel ger den grått och med järnvitriol svart. Bladen används i vissa naturläkemedel.

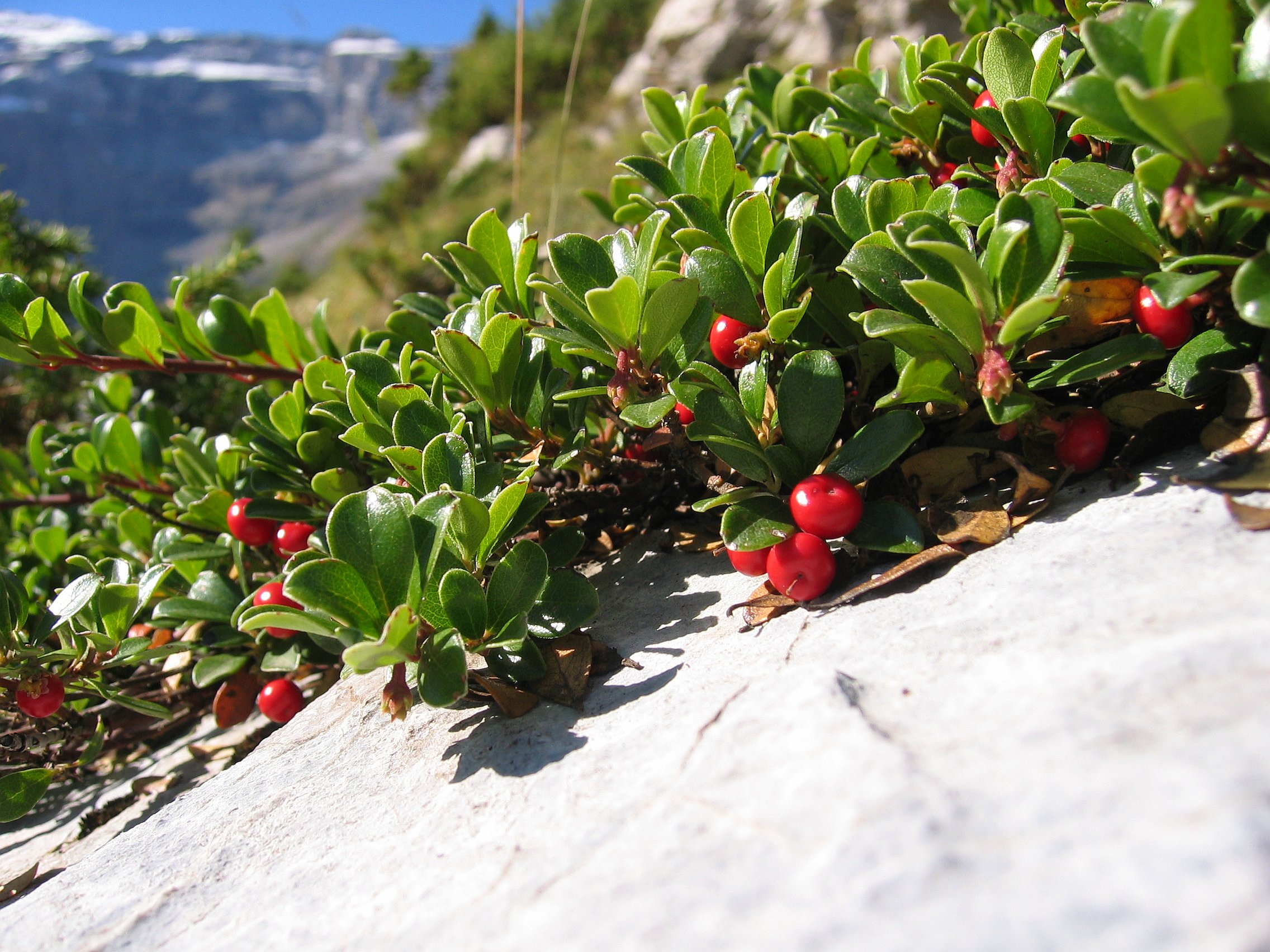
Mjölonris på berghäll
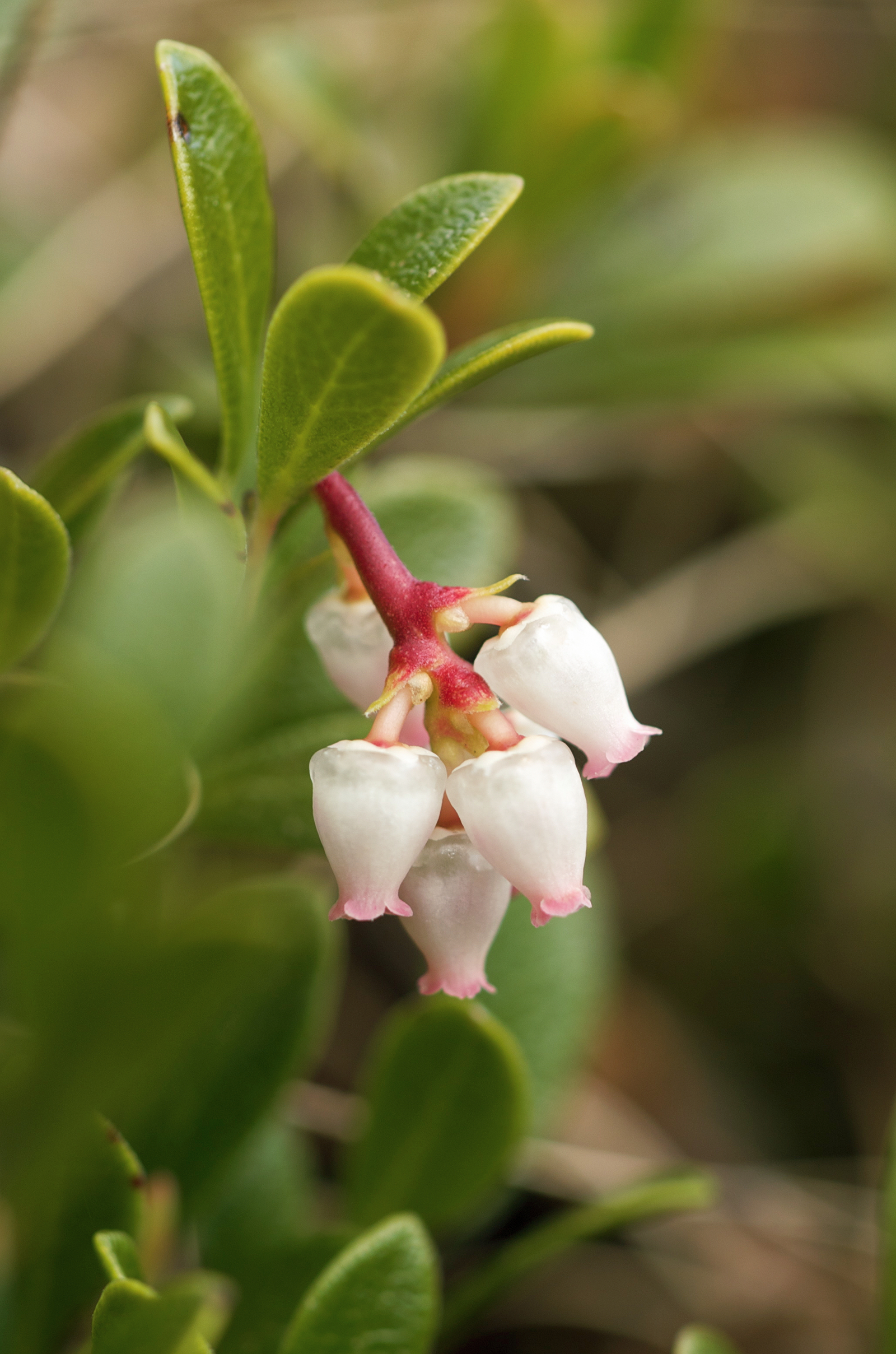
Mjölonblommor
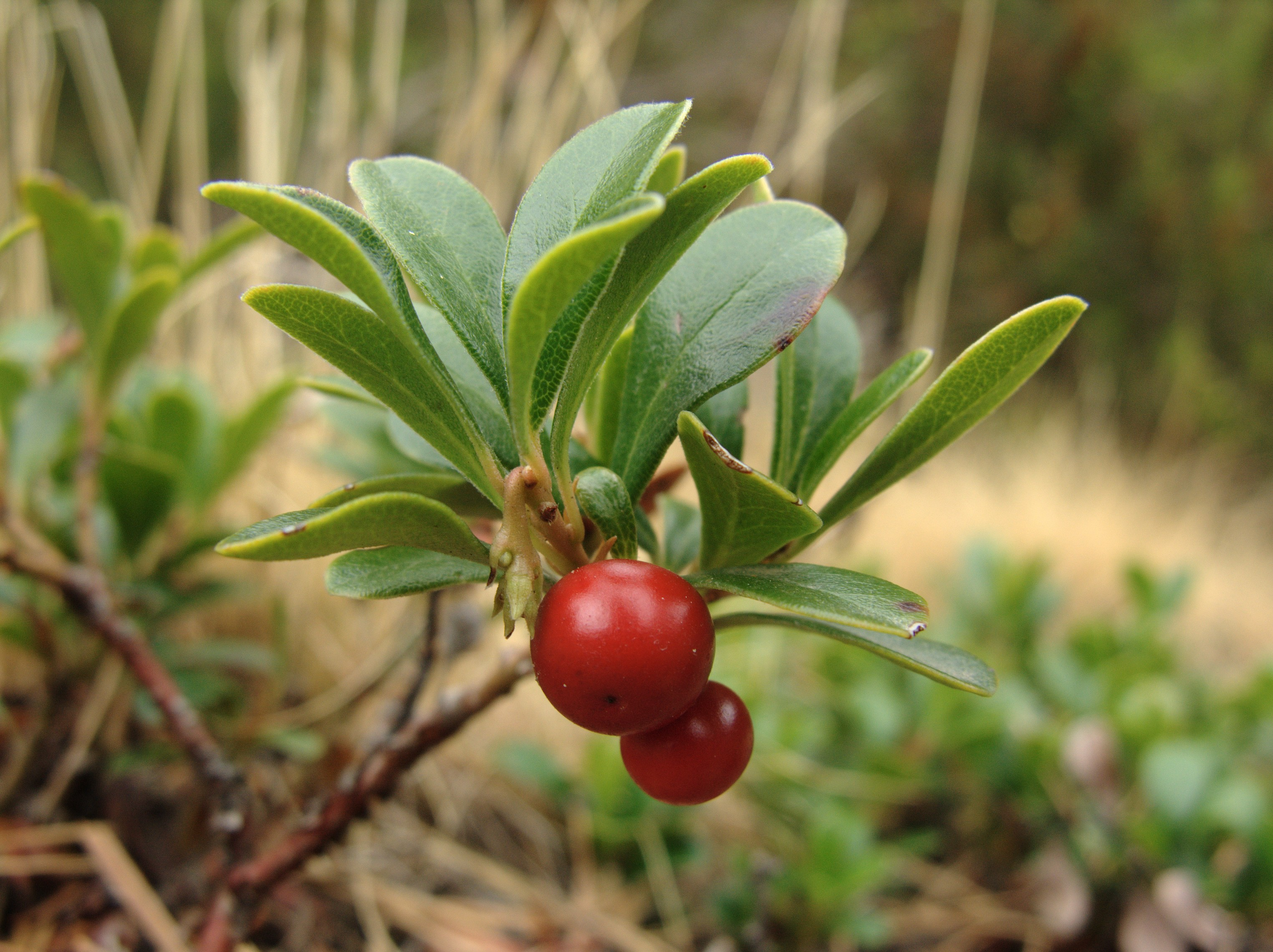
Mogna bär
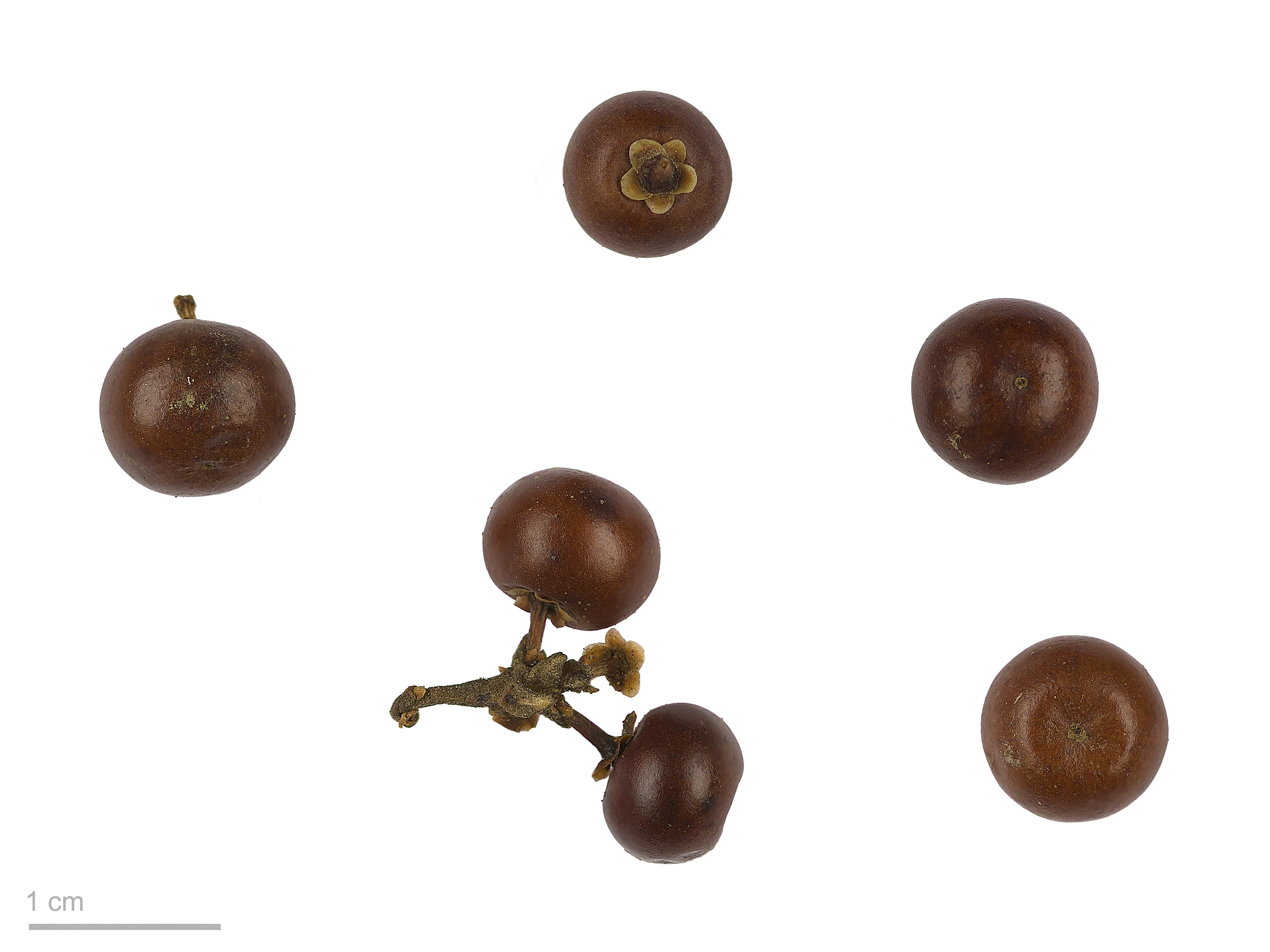
Bär av mjölon

### Tryckta referenser
- Stenberg, Lennart. Den nya nordiska floran. Wahlström & Widstrand, 2003. ISBN 91-46-17584-9